# Christiaan Willem Margadant
Christiaan Willem Margadant (Rotterdam, 24 augustus 1848 – Nice, ca. 1 april 1924) was een Nederlands jurist, auteur en ambtenaar.

## Levensloop
Zijn vader, Olivier Anthonij Margadant (1805-1871), was als correspondent werkzaam op het bankierskantoor Jan Havelaar en Zonen. Zijn moeder was de uit Duitsland afkomstige Marie Amalie Contze (1806-1854).
Margadant promoveerde in Leiden in 1879. In 1882 vertrok hij als rechterlijk ambtenaar naar Nederlands-Indië. In 1884 werd hij gepromoveerd tot auditeur-militair bij de landraad van Palembang. In 1889 werd hij benoemd tot leraar voor de staatsinstellingen en godsdienstige wetten van Nederlands-Indië aan het Gymnasium Willem III te Batavia. Hier werkte hij tot zijn pensionnering in 1902.
Van zijn hand verschenen verschillende publicaties over rechtspleging van Nederlands-Indië en over islamitisch en inlands recht. Ook schreef hij, in samenwerking met Johannes Egbertus Slingervoet, het drama Zoë, dat op 16 December 1875 voor de eerste keer werd gespeeld door de Nieuwe Rotterdamsche Schouwburgvereeniging. Margadant was een oom van de kunstenaar Theo van Doesburg.